# صادق أباد (فسا)
صادق أباد (بالفارسية: صادق‌آباد) هي قرية تقع في Jangal Rural District في إيران. يقدر عدد سكانها بـ 124 نسمة.